# Soi48
Soi48（ソイ・ヨンジュウハチ）は、日本のDJ／音楽ライター／プロモーター。 

## 概要
旅行先で出会ったレコードやカセット、CD、VCD、USBなどフォーマットを問わないスタイルで音楽を発掘し再発する、宇都木景一と高木紳介によるDJユニット。 
EM Recordsのタイ音楽シリーズの監修、Boidとの『爆音映画祭タイ|イサーン特集』、DJとしてFUJIROCK FESTIVAL'17や海外DJツアー、トークショーやラジオなどでタイ音楽や旅の魅力を伝えている。その活動の様子はNHKのTV番組にも取り上げられ大きな話題となった。映画『バンコクナイツ』（2016／空族）にて第72回毎日映画コンクール 音楽賞を受賞。同名のクラブイベント“Soi48”を主催している。
2012年　Soi48（イベント）Vol.1 開催。
2017年　『旅するタイ・イサーン音楽ディスク・ガイド TRIP TO ISAN』 出版。
2017年　FUJIROCK FESTIVAL'17出演。
2018年　パリ・ギメ東洋美術館、『バンコクナイツ』ライブイベント出演。
2018年　第72回毎日映画コンクールを受賞。
2018年　『STUDIO VOICEーそこで生まれる音楽ー』で特集されることとなったONE MEKONG MEETING Vol.1開催。
2019年　OMKによるADMイベント『ADM1317』渋谷WWWβ。
2022年　OMK#001。

## 出演

### テレビ
- スリン・パークシリ特集（Thai Pbs、2016年9月28日）
- 2020 TOKYO みんなの応援計画（NHK Eテレ、2017年3月31日）[13]
- 海外出張オトモシマス！「タイの田舎で珍品！？レコード探し」（NHK、2017年4月1日）[14]

### 配信
- ONE MEKONG 全５話（Lute、2017年9月25日、10月3日、10月11日、11月28日、12月15日）[15]

### ラジオ
- MAU LISTEN TO THE EARTH（文化放送、2015年7月18日）[16]
- TOKYO FM WORLD（TOKYO FM、2017年3月27日-3月31日）[17]
- 荻上チキ・Session-22（TBSラジオ、2017年7月4日、11日、18日、２５日）[18]
- BEAMS TOKYO CULTURE STORY（interfm897、2018年2月12日、１８日）[19]
- Soi48（NTS、2018年7月31日）[20]
- アフター6ジャンクション「世界のレコードの探し方～ちょっぴりディープなタイのレコード掘り事情～」（TBSラジオ、2018年10月24日）[21]
- Rinrei Musix Asia（J-Wave、2019年4月19日）
- 『J-WAVE SPECIAL RINREI NATIVE MUSIC JOURNEY』タイ・イーサーン地方編（J-Wave、2019年4月29日）[22]
- ラジオ深夜便 〔季刊深夜便〕高嶋 政宏『世界の音～メコンの恵み』（NHK、2019年8月31日、2020年6月１日アンコール放送）
- TOKYO M.A.A.D SPIN（J-Wave、2019年9月24日）
- アフター6ジャンクション「タイ発・オリジナルダンス音楽【サイヨー】とは何か？」（TBSラジオ、2019年11月20日）[23]
- ちきゅうラジオ「ワールドミュージックパスポート」（NHK、2019年10月12日、2020年4月26日アンコール放送）
- SKY-HI『IMASIA』タイでムーブメントを起こしているダンスミュージック"サイヨー"（J-Wave、2020年10月4日）[24]
- 『Stillichimiyaの困ッタ人たち』4時間生放送スペシャル！（YBS山梨放送、2020年12月27日）[25]
- 荻上チキ・Session「フロントライン・セッション」（TBSラジオ、2021年4月27日、5月4日）
- 『Stillichimiyaの困ッタ人たち』5時間の生放送「大ほうとうスペシャル」（YBS山梨放送、2021年12月26日）
- Rinrei Musix Asia（J-Wave、2022年4月14日、22日）
- アフター6ジャンクション「アジアンカルチャー情報満載のタブロイド紙「OMK新聞」について」（TBSラジオ、2022年8月4日）[26]
- ACROSS THE SKY「COZY SUNDAY PLAYLIST」（J-Wave、2022年8月9日）[27]
- 「SONAR MUSIC」（J-Wave、2022年8月18日）[28]
- 「TOKYO SCENE」（interfm897、2022年8月19日)[29]
- SKY-HI「DIVE TO THE NEW WORLD」『IMASIA』（J-Wave、2022年9月24日）[30]

### 音楽フェス
- FESTIVAL BOM（2015 韓国）
- FUJIROCK FESTIVAL（2017）
- Swoul Soldout Festival（2018 韓国）
- 森、道、市場2019（2019）[31]
- ボタとサーカス（2019）
- 森、道、市場2022（2022）[32]

### 書籍
- 『バンコクナイツ 』空族 × Soi48（CDジャーナル、2017年2月号）
- 「ぼくの好きな音楽。」なんでも聴いてやろう（POPEYE、2018年6月号）[33]
- 「いまアジアから生まれる音楽」放浪タイ・ヒップホップ紀行（STUDIO VOICE、2018年9月号）
- 『NEW NEW THAILAND 僕が好きなタイランド』竹村卓（トゥーヴァージンズ、2019年）
- 『UNLIRICE(Volume00)』（MOTE Inc.、2020年）

### WEB
- Soi48に聞く、クラブミュージックとしてのタイ音楽最新事情（一般社団法人日本エスニック協会 、2015年12月12日）[34][35]
- 坂本慎太郎 × YOUNG-G × 空族 × Soi48、タイ・イサーンに魅せられた男たちの〈サウダーヂ〉（Mikiki、2017年2月17日）[36]
- 「知らない場所に行って、友達を作って、レコードを探す」（NOBODY、2017年4月）[37]
- 【REAL Asian Music Report】第12回 注目のDJユニット、Soi48を直撃!タイ音楽（Mikiki、2017年5月19日）[38]
- 【アジアNOW!】第1回　タイ・ヒップホップ・シーンの今に迫る!（Mikiki、2018年6月29日）[39]
- INTERVIEW：SOI48「大物DJたちの本当のバケーションはタイなんですよ」（Mixmag、2018年10月5日）[40]
- 【対談】JUU × YOUNG-G｜ルークトゥンは僕の血の中に流れている（ FNMNL、2019年8月6日）[41]
- 『伝統と最先端が融合するタイ音楽』（Always Listening by Audio-Technica、2021年7月21日）[42]

## ディスコグラフィ

### アルバム
1. アンカナーン・クンチャイ＆ウボン・パッタナー・バンド「イサーン・ラム・プルーン」 （EM Records、CD/LP、2014年）
2. ダオ・バンドン 「水牛に乗る人：エッセンシャル・ダオ・バンドン」 （EM Records、CD/LP、2014年）
3. ホントーン・ダーオウドン「バンプ・ラム・プルーン」（EM Records、CD/LP、2015年）
4. クワンター・ファーサワーン「憎っくきモーターサイ」 （EM Records、CD/LP、2015年）
5. ステープ・ダーオドゥアンマイ・バンド「俺たち兄弟、都会を行く」 （EM Records、CD/LP、2016年）
6. パイリン・ポーンピブーン「ラム・クローム・トゥン～幻の白い鳥」 （EM Records、CD/LP、2016年）
7. ソンタヤー・カラシン「グレードAの男」 （EM Records、CD/LP、2016年）
8. V.A. (ドイ・インタノン)「ドイ・インタノンの仕事:イサーン・ポップス名作選」 （EM Records、CD/LP、2016年）
9. アンカナーン・クンチャイ「みんな、忘れないでね」 （EM Records、CD/LP、2016年）
10. OST「バンコク・ナイツ」 （EM Records、CD、2017年）
11. プムプワン・ドゥワンチャン「ラム・プルーン　プムプワン・ドゥワンチャン」 （EM Records、CD、2017年）
12. バーンイェン・ラーケン「ラム・プルーン　ワールドクラス：ジ・エッセンシャル・バーンイェン・ラーケン」 （EM Records、CD/LP、2018年）
13. V.A. (スリン・パークシリ)「スリン・パークシリの仕事：特選ルークトゥン集 1960s-80s」 （EM Records、CD/LP、2019年）
14. V.A. (スリン・パークシリ)「スリン・パークシリの仕事２：特選モーラム集1960s-80s 」 （EM Records、CD/LP、2022年）

### シングル
1. アンカナーン・クンチャイ＆ウボン・パッタナー・バンド「ラム・サラワン」 （EM Records、EP、2014年）
2. バンチョップ・チャイプラ「ソーラン節」／サマイ・オーンウォン「恋の季節」（EM Records、EP、2015年）

## 著書
1. 旅するタイ・イサーン音楽ディスク・ガイド TRIP TO ISAN （DU BOOKS、2017年）
2. OMK#001（Soi48、2022年）

## Soi48（イベント）
| Vol    | ゲスト | 開催日         | 場所          |
| ------ | --- | -------------- | ------------- |
| Vol.1  | Utsuki Keiichi(Soi48)、Takehiko Sato、Shinsuke Takagi(Soi48)、Koichi Tsutaki、他 | 2012.1.14.SAT  | 新宿 BE-WAVE  |
| Vol.2  | ー | 2012.2.11.SAT  | 新宿 BE-WAVE  |
| Vol.3  | ー | 2012.4.7.SAT   | 新宿 BE-WAVE  |
| Vol.4  | ー | 2012.11.18.SAT | 新宿 BE-WAVE  |
| Vol.5  | KING JOE、他 | 2013.2.10.SUN  | 新宿 BE-WAVE  |
| Vol.6  | ー | 2013.5.18.SAT  | 新宿 BE-WAVE  |
| Vol.7  | ー | 2013.8.18.SUN  | 新宿 BE-WAVE  |
| Vol.8  | ー | 2013.11.24.SUN | 新宿 BE-WAVE  |
| Vol.9  | ー | 2014.2.23.SUN  | 新宿 BE-WAVE  |
| Vol.10 | ANGKANANG KUNCHAI、他 | 2014.6.28.SAT  | 新宿 BE-WAVE  |
| Vol.11 | 湯浅学、樋口泰斗、他 | 2014.8.03.SUN  | 新宿 BE-WAVE  |
| Vol.12 | KING JOE、江村幸紀、他 | 2014.11.24.MON | 新宿 BE-WAVE  |
| Vol.13 | AWESOME TAPES FROM AFRICA、他 | 2015.3.21.SAT  | 新宿 BE-WAVE  |
| Vol.14 | HOWARD WILLIAMS(Honest Jons／Japan Blues)、他 | 2015.4.4.SAT   | 新宿 BE-WAVE  |
| Vol.15 | 長谷川陽平(チャンギハと顔たち)、他 | 2015.6.28.SUN  | 新宿 BE-WAVE  |
| Vol.16 | UDA SJAM（LAIDBACK BLUES RECORD）、他 | 2015.10.25.SUN | 新宿 BE-WAVE  |
| Vol.17 | ー | 2015.12.13.SUN | 新宿 BE-WAVE  |
| Vol.18 | DAVID KATZ(DUB ME ALWAYS)、他 | 2016.3.21.MON  | 新宿 BE-WAVE  |
| Vol.19 | HOWARD WILLIAMS(Honest Jons／Japan Blues)、他 | 2016.4.17.SUN  | 新宿 BE-WAVE  |
| Vol.20 | 田中律子宮司(弓神楽)、他 | 2016.8.28.SUN  | 新宿 BE-WAVE  |
| Vol.21 | ZACH BAR(FORTUNA RECORDS)、他 | 2016.11.6.SUN  | 新宿 BE-WAVE  |
| Vol.22 | Monaural mini-Plug、他 | 2017.4.9.SUN   | 新宿 BE-WAVE  |
| Vol.23 | ー | 2017.7.7.FRI   | 新宿 BE-WAVE  |
| Vol.24 | Monaural mini-Plug、他 | 2017.9.24.SUN  | 新宿 BE-WAVE  |
| Vol.25 | ALEXANDRA ATNIF、GRIM、他 | 2017.11.26.SUN | 新宿 BE-WAVE  |
| Vol.26 | 俚謡山脈+クラーク内藤、他 | 2018.1.26.FRI  | 新宿 BE-WAVE  |
| Vol.27 | Young-G(Stillichimiya)、他 | 2018.4.8.SUN   | 新宿 BE-WAVE  |
| Vol.28 | JUU + G.JEE(4E RASTAFARI)、UDA SJAM(LAIDBACK BLUES RECORD)、他 | 2018.6.3.SUN   | 新宿 BE-WAVE  |
| Vol.29 | KINK GONG(DISCREPANT／SUBLIME FREQUENCIES)、他 | 2018.7.1.SUN   | 新宿 BE-WAVE  |
| Vol.30 | Tapes(JAHRTARI／EM RECORDS)、 7FO(BOKEH VERSIONS／EM RECORDS)、他 | 2018.10.14.SUN | 新宿 BE-WAVE  |
| Vol.31 | STYLISH NONSENSE、井手健介(井手健介と母船)、他 | 2018.11.4.SUN  | 新宿 BE-WAVE  |
| Vol.32 | SEESEA(NO MUSIC/HAPPY COLOR SEOUL)、DJ YESYES(NO MUSIC)、DYDSU、他 | 2018.12.2.SUN  | 新宿 BE-WAVE  |
| Vol.33 | CLEO P(THAIHOP）、Young-G(Stillichimiya)、MMM(Stillichimiya)v | 2019.2.3.SUN   | 新宿 BE-WAVE  |
| Vol.34 | ROBERT MILLIS(SUBLIME FREQUENCIES）、SUGAI KEN(RVNG INTL／DISCREPANT)、他 | 2019.3.31.SUN  | 新宿 BE-WAVE  |
| Vol.35 | KlapYaHandz(Cambodia)、OMK、他 | 2019.5.5.SUN   | 新宿 BE-WAVE  |
| Vol.36 | Tak Lam Phloen(Khon Phuthon Band)+Monaural mini-Plug、OMK、他 | 2019.7.26.FRI  | 新宿 BE-WAVE  |
| Vol.37 | 志願兵スペシャル | 2019.9.27.FRI  | 新宿 BE-WAVE  |
| Vol.38 | JUU + G.JEE(4E RASTAFARI）、OMK、他 | 2019.10.13.SUN | 新宿 BE-WAVE  |
| Vol.39 | Tapes(JAHRTARI／EM RECORDS)、 7FO(BOKEH VERSIONS／EM RECORDS)、OMK、他 | 2020.2.16.SUN  | 新宿 BE-WAVE  |
| Vol.40 | 新宿 BE-WAVEのラストパーティー | 2020.5.30.SAT  | 配信          |
| Vol.41 | 夏すみれ(司会）、POSNEG(Thai / ZQUAD Records)、SEESEA(8echno／shade／nbdknw)、OMK、他 | 2020.10.25.SUN | 配信          |
| Vol.42 | 小沢千月、SUGAI KEN(Rvng Intl./Discrepant）、OMK、他 | 2021.1.23.SUN  | 配信          |
| Vol.43 | DJ RaMeMes(brazil）、JUU + G.JEE(4E RASTAFARI)、ホストのみなさん(CLUB CLASSY)、OMK、他 | 2021.2.23.TUE  | 配信          |
| Vol.44 | DJ Tapas MT （india）、萬町親和会、FXPO、OMK、他 | 2021.11.28.SUN | 配信          |
| Vol.45 | BOOGIE MAN、泉州音頭 宝龍会、DJ紫式部(DJ文化活動委員会)、MONKEYKING420(Thai)、Jap Kasai、Ascalypso、OMK、他                                                                                    | 2021.12.12.SUN | 配信          |
| Vol.46 | SUGAI KEN、DJ MISA（Hanoi）、SPEEDMAXZZ & RONINTXX（Thai）、OMK、他 | 2022.09.19.MON | CLASSIC TOKYO |
| Vol.47 | NOISE VIBEZ、SR-ONE、45、MAXIMSAW、HR-STICKO、YOSK、ICE-K、KAYA TEN'S UNIQUE、SUPER-B 、IIKINGZ、WOODMAN、OKJ、INNK 、SHAN-T、BEAR-B、サイケアウツG、7FO、DJ紫式部 & MC横揺れけんけん、OMK、他 | 2022.10.23.SUN | 堺市魚市場    |
| Vol.48 | 小沢千月、NOISE VIBEZ、SR-ONE、45、HR.STICKO、OMK、他 | 2022.12.4.SUN  | SPACE         |
| Vol.49 | SILLAS（Indonesia）、菅原慎一、OMK、他 | 2022.12.18.SUN | CLASSIC TOKYO |

## その他の企画イベント

### 爆音映画祭タイ|イサーン特集
| 年   | 回            | 開催日      | プログラム | 場所             |
| ---- | ------------- | ----------- | --- | ---------------- |
| 2016 | Vol.1         | 9月27日(火) | モーラムユニット・ライヴ（ポー・サラートノーイ、アンカナーン＆プロイ・クンチャイ、ポンサポーン・ウパニ、井手健介、attc vs Koharu、Soi48）                                             | WWW              |
| 2016 | Vol.1         | 9月28日(水) | 『トーンパーン』、『東北タイの子』、『タクシードライバー』 | WWW              |
| 2016 | Vol.1         | 9月29日(木) | 『花草女王』、『ルークトゥン・ミリオネア』、『モンラック・メーナム・ムーン』 | WWW              |
| 2016 | Vol.1         | 9月30日(金) | アピチャッポン・ウィーラセタクン特集 『光りの墓』、『アイアン・プッシーの大冒険』、『アートプログラム＜中・短編集＞』                                                                 | WWW              |
| 2016 | Vol.1         | 10月1日(土) | 『モンラック・メーナム・ムーン』、『バンコクナイツ』東京プレミア爆音上映 ミニライブ：stillichimiya、トーク：空族、Soi48、樋口泰人                                                     | WWW X            |
| 2018 | Vol.2         | 2月21日(水) | 『タクシードライバー』、『バー21の天使』、『田舎の教師』 | WWW              |
| 2018 | Vol.2         | 2月22日(木) | 『モンラック・メーナム・ムーン』、『花草女王』 チャウィーワン・ダムヌーンによるモーラムレクチャー＆ミニライブ                                                                         | WWW              |
| 2018 | Vol.2         | 2月23日(金) | 『トーンパーン』、『映画 潜行一千里』、『サウダーヂ』 相澤虎之助(空族)＆向山正洋によるトーク                                                                                          | WWW              |
| 2018 | Vol.2         | 2月24日(土) | 『ルーク・メー・ムーン』 モーラムユニット・ライヴ（チャウィーワン・ダムヌーン、ポー・サラートノーイ、ポンサポーン・ウパニ、Monaural mini-Plug、エマーソン北村、ザ・バビロン・バンド） | WWW              |
| 2018 | Vol.3（プレ） | 8月12日(土) | クン・ナリンズ・エレクトリック・ピン・バンド、ROVO、stillichimiya、Monaural mini-Plug、Soi48                                                                                          | WWW X            |
| 2019 | Vol.3         | 1月12日(土) | モーラムユニット・ライヴ（アンカナーン＆プロイ・クンチャイ、ポンサポーン・ウパニ、JUU + G.JEE、井手健介と母船、Monaural mini-Plug、OMK(Soi48、Young-G、MMM)                           | WWW X            |
| 2019 | Vol.3         | 1月25日(金) | 『ザ・ムーン』 | 東京都写真美術館 |
| 2019 | Vol.3         | 1月26日(土) | 『東北タイの子』、『暗くなるまでには』、『カンボジアの失われたロックンロール』、『ザ・ムーン』                                                                                        | 東京都写真美術館 |
| 2019 | Vol.3         | 1月27日(日) | 『花草女王』、『モンラック・メーナム・ムーン』、『音楽とともに生きて』、『ラップ・イン・プノンペン』 トーク出演：スリン・パークシリ、宮崎大祐、空族、Soi48、OMK、樋口泰人             | 東京都写真美術館 |

### ONE MEKONG MEETING
| Vol   | 出演者 | 開催日             | 場所          |
| ----- | --- | ------------------ | ------------- |
| Vol.1 | 富田克也（空族）、相澤虎之助（空族）、YOUNG-G（stillichimiya）、MMM（スタジオ石/stillichimiya）、Soi48 スペシャルゲストライブ：Juu & G. Jee（4ERastafari／OMK） | 2018年5月30日(水)  | LOFT9 Shibuya |
| vol.2 | YOUNG-G（stillichimiya）、MMM（スタジオ石/stillichimiya）、Soi48                                                                                                | 2018年10月23日(火) | LOFT9 Shibuya |
| Vol.3 | 相澤虎之助（空族）、YOUNG-G（stillichimiya）、MMM（スタジオ石/stillichimiya）、Soi48                                                                            | 2019年5月22日(水)  | LOFT9 Shibuya |
| Vol.4 | 相澤虎之助（空族）、YOUNG-G（stillichimiya）、MMM（スタジオ石/stillichimiya）、Soi48 スペシャルゲスト：Juu & G. Jee（4ERastafari／OMK）、江村幸紀（EM RECORDS） | 2019年10月10日(木) | LOFT9 Shibuya |

### ADM1317
| Vol   | 出演者                                                                                       | 開催日            | 場所 |
| ----- | -------------------------------------------------------------------------------------------- | ----------------- | ---- |
| Vol.1 | D.J.Fulltono、リョウコ2000、YOUNG-G（stillichimiya）、MMM（スタジオ石/stillichimiya）、Soi48 | 2019年6月22日(土) | WWWβ |